# Rudgölen (Hällestads socken, Östergötland)
Rudgölen är en sjö i Finspångs kommun i Östergötland och ingår i Motala ströms huvudavrinningsområde.